# 古河站 (新疆)
古河站是位于新疆维吾尔自治区乌苏市古河村的一个铁路车站，邮政编码833011。车站建于1990年，有北疆铁路经过该站，现不办理客货运业务，车站及其上下行区间均为电气化区段。车站距离乌鲁木齐站324公里，隶属乌鲁木齐铁路局，是五等站。